# Замок Вальзее
Замок Вальзее (нім. Schloss Wallsee) ― замок розташований в місті Вальзее-Зіндельбург, округу Амштеттен, федеральної землі Нижня Австрія.

## Історія

### Ранній період
Під час археологічних досліджень на території замкового парку було виявлено залишки римського поселення  I–IV ст., що свідчить про те, що на нинішній замковій горі колись були або оглядова вежа, або форт. Назва «Neue Walse» вперше з'явилася в документах наприкінці XIV століття. У цей час почалося будівництво фортеці «Neue Walse», яка протягом історії кілька разів переходила з рук в руки.

### Середньовіччя

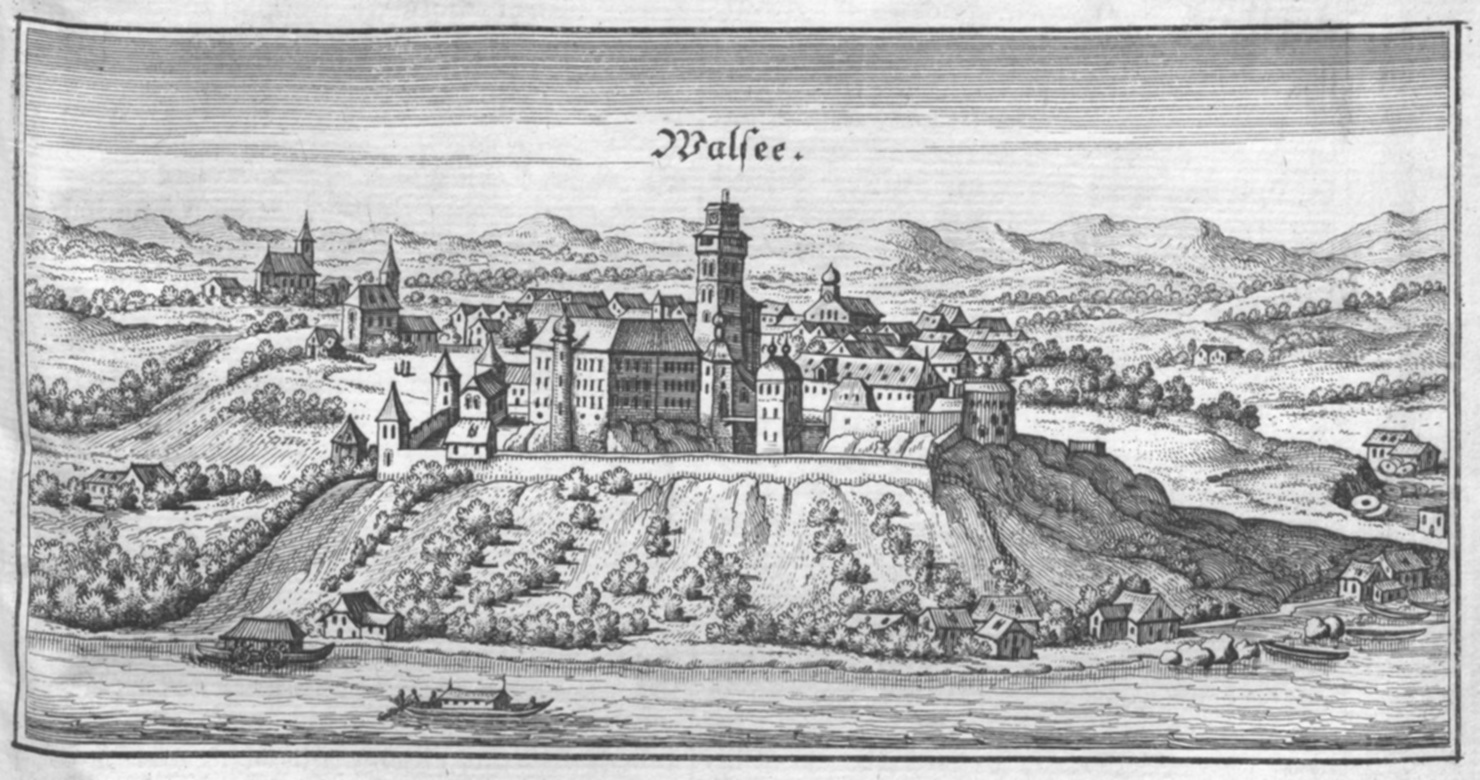
Малюнок 1679 р.

Першими власниками замку, як вказує документ датований 1071 роком, були Сунілбурги. На той час вже існувала церква, яку вони побудували та утримували разом з замком на власні кошти. Після занепаду Сунілбургерів замком заволоділи лорди Слюнца, а пізніше лорди Заккінга. Вони базувалися в замку Зоммерау.
Після провалу дворянського повстання проти Альбрехта I в 1288 році, важлива міністерська родина Гогенштауфенів зі Швабії, прибули до Австрії в 1296 році як слуги короля Німеччини Рудольфа I Габсбурга, засновника Габсбурзької монарії. У 1362 році вони отримали ринкові права для міста Зіндельбург на Дунаї, яке зараз є частиною місцевої громади Вальзее–Зіндельбург. Через шість років назва «Neuen Walse» вперше з'явилася в документі. Це знаменує точку, з якої почалося будівництво зовнішнього ядра замку, яке тривало до 1388 року під керівництвом Генріха VI Вальзее. Швидше за все, саме у XIV столітті головну фортецю обнесли зовні глибоким ровом, який міг заповнюватись водою. Потрапити всередину споруди можна було лише підйомним мостом. Цей період історії замку додав ще один елемент до його зовнішнього вигляду, який характеризувався готичними стрілчастими арками та ребристими склепіннями, а також вишуканими лініями в стилі модерн.
Сім'ї фон Вальзее (лінія Вальзее–Еннс) за лицарську службу як феод були виділені два маєтки: Зіндельбург і Зоммерау. Вони знаходилися в безпосередній близькості від сьогоднішнього замку та забезпечували власникам непоганий дохід.
Піка своєї могутності рід Вальзее–Еннс досягнув при Райнпрехті II (1364—1422). Цей аристократ обіймав багато важливих посад в Австрійському герцогстві. Він був пов'язаний із графами фон Тібайн, яким належала майже вся Істрія. Завдяки цьому Райнпрехт ІІ міг брати участь у голосуванні депутатів Рейхстагу. При ньому замок розширився та перетворився на престижну резиденцію.
Райнпрехт V фон Вальзее став останнім представником свого роду по чоловічій лінії. Він помер в 1483 році. У зв'язку з цим спадкові землі мали повернутися до суверена, правителя Австрії. Проте дочка Райнпрехта V, Барбара, з 1469 року була одружена з Райнпрехтом фон Райхенбургом (1434—1505). У результаті цей дворянин і став завдяки дозволу імператора Священної Римської імперії Фрідріха III новим власником споруди та навколишніх територій. Однак у 1570 році рід фон Райхенбург також прия по чоловічій лінії.

### Епоха Ренесансу

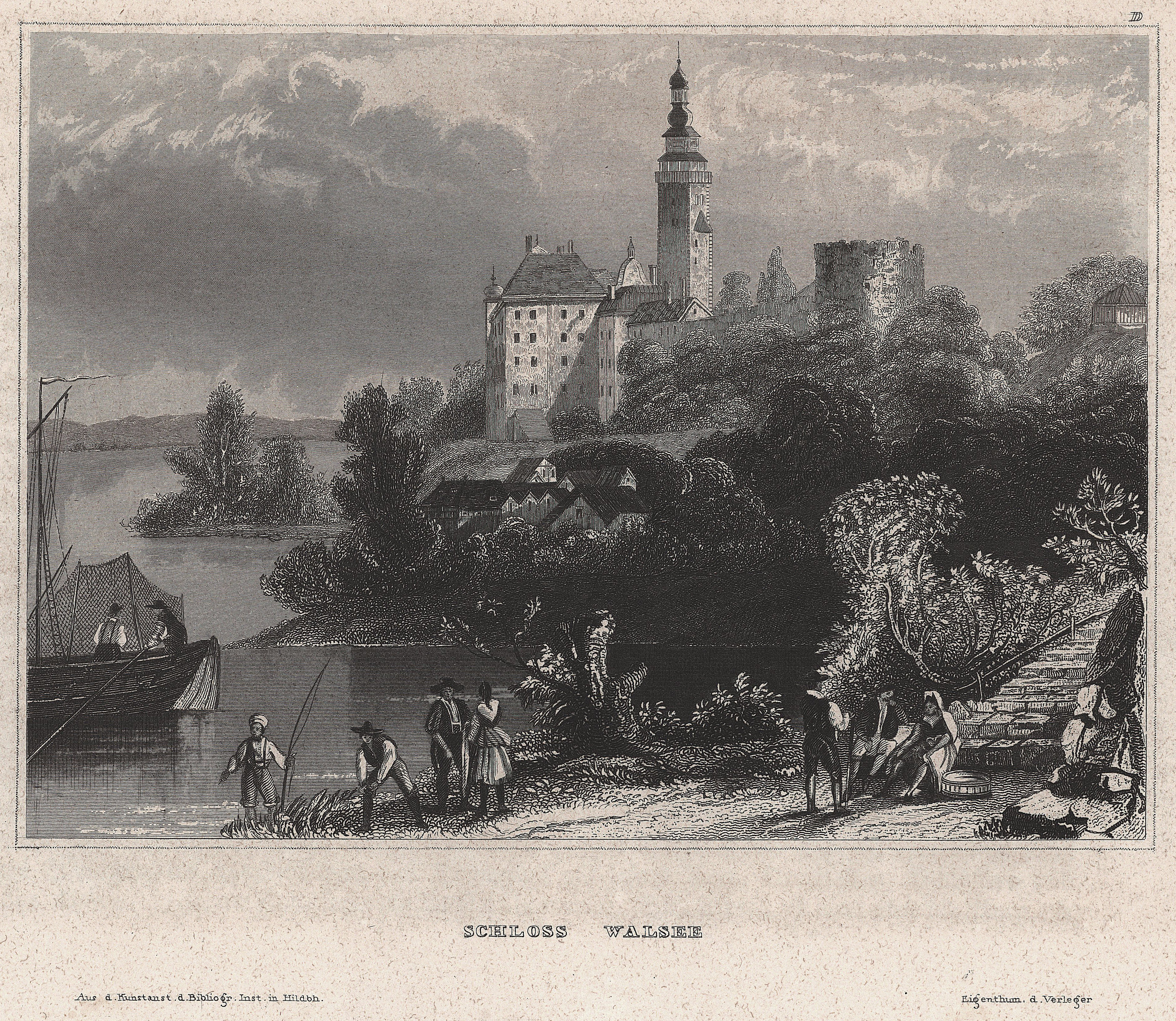
Малюнок 1844 р.

З кінця XVI до першої четверті XVII століть власники замку неодноразово змінювалися. Нарешті 1630 року комплекс придбав імперський полковник Генріх Гьяр де Сен–Жюльєн. Його нащадки щедро інвестували кошти на перетворення фортеці Вальзее на розкішну палацову резиденцію. Проте надмірні витрати призвели до того, що власники радикально оновленого замку потрапили у величезні борги. У 1755 році графу Ніколаусу фон Сен–Жюльєну довелося продати родовий маєток з усіма спорудами. На той час власність перебувала під примусовим керівництвом судових приставів. Покупцем став граф Леопольд Йосиф фон Даун. У званні фельдмаршала він прославився як переможець над прусською армією в Колінській битві. Незважаючи на наступні невдачі австрійців у ході Семирічної війни, граф зумів зберегти посаду головнокомандувача, отримав звання генералісімуса і набув великого впливу при дворі імператора у Відні. Відповідно, у його розпорядженні були значні кошти, які він рішуче витрачав на ремонт замку на березі Дунаю. Леопольд Йосиф фон Даун розпорядився розпочати капітальний ремонт та реконструкцію Вальзее. Зокрема, до замку провели водопровід. На той час це було неймовірне інженерно–технологічне досягнення. Причому вода надходила до будівлі дерев'яними трубами. Лише у 1895 р. їх замінили чавунними.

### XIX століття

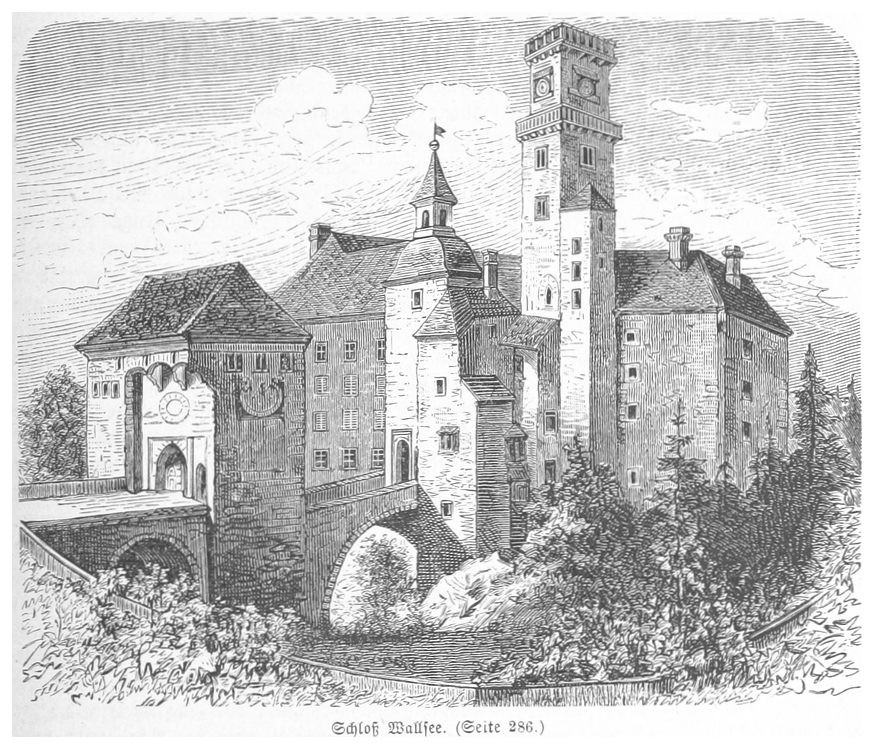
Замок на малюнку 1880 року.

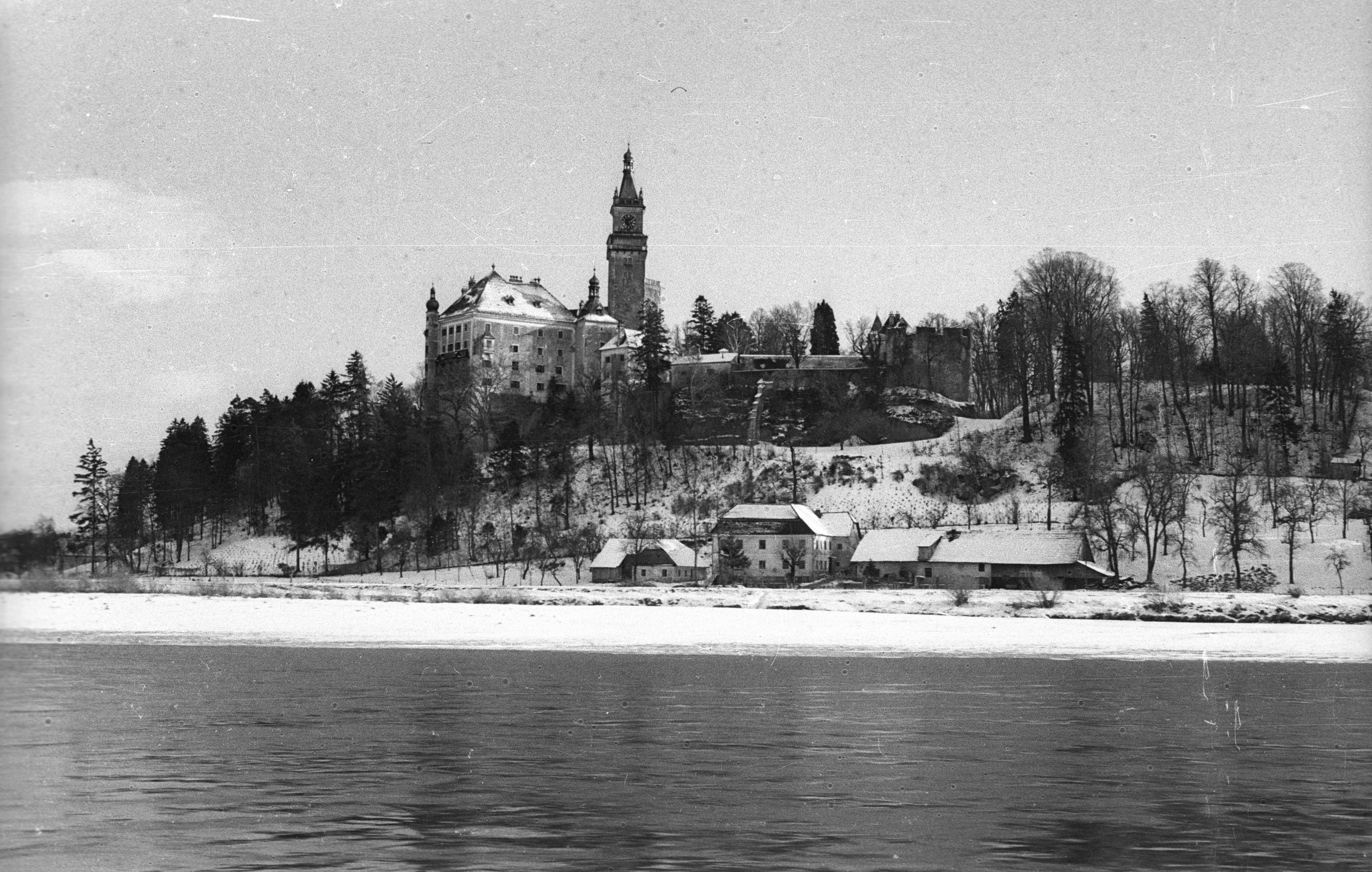
Вид на замок з Дунаю, ХХ ст.

Онук Леопольда Йосифа фон Дауна помер бездітним. В черговий раз рід власників Вальзее припинився. У 1810 році вдова останнього представника династії фон Даун продала замок графу Францу Карлу фон Вімпффену. Той лише через сім років поступився маєтком і резиденцією молодому графу Маттіасу Костянтину фон Вікенбургу.

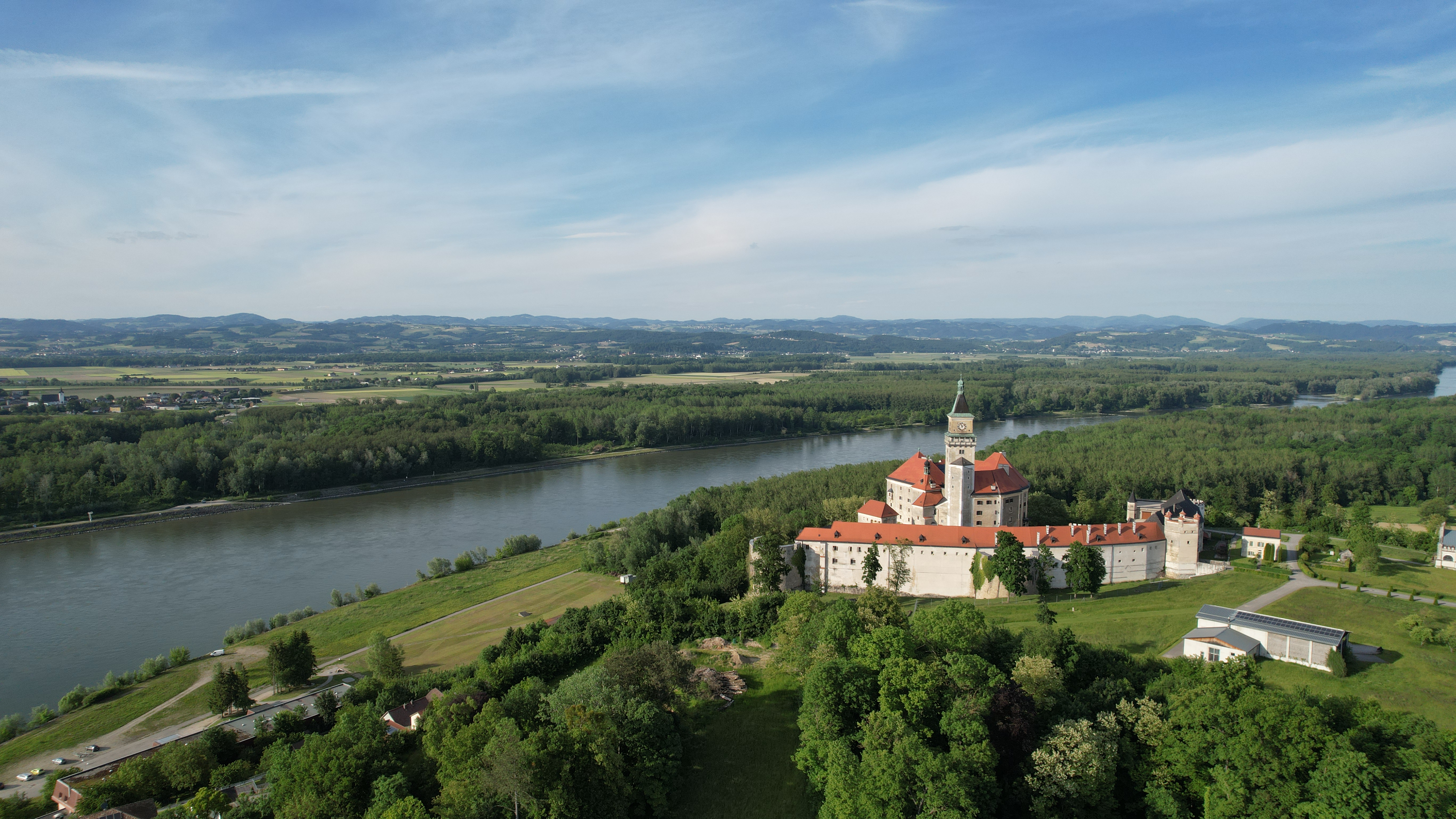
Сучасний навколишній краєвид.

У 1862 році замок Валлзе перейшов у володіння родини Саксен–Кобург–Готських. Герцог Ернст Саксен–Кобургський придбав замок. Оскільки у нього не було власних дітей, замок успадкував його племінник Альфред, герцог Саксен–Кобург–Готський і герцог Единбурзький. Сім'я Саксен–Кобург–Готських сприяла збереженню та подальшому розвитку замку, який на той час уже зазнав деякого занедбання. Їхнє рішення придбати замок у 1862 році стало важливим кроком у довгій історії власників замку. В замку збудували ще одну грань будівлі, яка пізніше була сформована наступними власниками. У 1895 року Альфред продав замок ерцгерцогині Марії Валерії, доньки австрійського імператора Франца Йосифа та Єлизавети Баварської, та її чоловіку, ерцгерцогу Францу Сальватору. 11 червня 1895 року Марія Валерія та Франц Сальватор купили замок у тодішнього власника, герцога Альфреда Саксен–Кобург–Готського, і повністю відреставрували його. Під керівництвом ерцгерцогині були проведені значні ремонтні роботи, щоб повернути замку колишню велич. Це було терміново необхідно, оскільки в попередні роки будівля була малолюдною, тому ремонт не проводився. Також подружжю вдалося перепланувати замок у стиль модерн. Зокрема, у 1901 році були проведені масштабні роботи на частинах будівлі. Ці перепланування надали замку Вальзее новий естетичний вимір, поєднавши існуючі раніше готичні елементи з вигнутими лініями та декоративними прикрасами модерну. Після завершення реставрації, подружжя, 4 вересня 1897 року, урочисто в'їхало в замок на Дунаї.
Дочка імператора Марія Валерія померла у своєму улюбленому замку в 1924 році. Її чоловік помер за 15 років. У подружжя було дев'ять дітей, з яких на той час були живі шестеро. Вони і стали власниками Вальзее.
У травні 1945 року у великій залі замку, в деокупованій вже на той час військами союзників Австрії, відбулася зустріч командувача американської армії генерала Паттона та радянського маршала Толбухіна. Після відходу радянських військ представники родини Габсбург–Лотаринзьких повернули під свій контроль Вальзее.

### Сучасність
У 2001 році Маргарета Валері та Андреас Габсбург–Лотаринген почали розпоряджатися замком Вальзее. Замок відкрили для публіки з 2007 року і сьогодні в історичних кімнатах відбуваються весілля, фестивалі, різдвяні ярмарки та виставки. Завдяки зусиллям Маргарети Валері та Андреаса Габсбурга–Лотарингена довга історія замку Вальзее продовжується. Вони не тільки зберегли історичне значення замку, але й зробили його місцем, де зливаються історія, культура та громада.

## Екстер'єр
У результаті реконструкції ХІХ століття було відтворено колишню цитадель фортеці. У південно–західному куті комплексу з'явився квадратний донжон. У 1895 році під час ремонтних робіт його висота була піднята до 40 метрів. П'ятикутна основа цієї частини замку датується XIV століттям. Перехід їх п'ятикутної нижньої частини у квадратну вежу вважається однією з унікальних особливостей конструкції. Башту оточує галерея. В одну зі стін вмонтовано годинник. Здалеку ця вежа схожа на церковну. Спочатку її вінчали зубці, але в ході подальших реконструкцій вона набула сучасного вигляду.
Замок оточений великим парком. У його південно–східній частині знаходиться будівля школи верхової їзди, збудована наприкінці ХІХ століття. Ця споруда також збудована у вигляді середньовічного об'єкта.
Головні ворота, які ведуть через зовнішній парк безпосередньо до замку, були збудовані в 1895 році. Над аркою створили велику мозаїку з надписом: «Король Рудольф Габсбурзький доручає замок братам Еберхарду та Генріху фон Вальзее».
Через арочний шестикутний прохід можна увійти до зовнішнього двору замку. У середні віки там розташовувалися службові та житлові приміщення. Тут жили солдати гарнізону та діяла майстерня. Свій нинішній вигляд ці споруди набули у XVII столітті. За старих часів зовнішні оборонні споруди складалися з трьох ліній. У кожній з них були власні ворота. Під час численних перебудов усі вони були прикрашені барельєфами та іншими елементами.
Висота зовнішніх стін сягає 15 метрів. У цій частині укріплень близько 1630 року вхід прикрасили ліпниною.
Простір усередині стін цитаделі виник пізніше XV століття. Вхід у цю частину комплексу також прикрасили ліпниною у першій половині XVII століття. Тут розмістили широкі сходи, що ведуть до покоїв власника. На центральній площі викопали глибоку криницю, яка дозволяла солдатам гарнізону бути впевненими, що від спраги вони не помруть. Сама криниця прикрашена залишками римських надгробків, знайдених поблизу.

Капела в пізньоготичному стилі також з'явилася під час реконструкції кінця ХІХ століття. Ця споруда стала сімейною усипальницею власників замку. Дзвіниця є триповерховою спорудою і має в основі неправильну п'ятикутну форму. Усередині примітні витончене ребристе склепіння і картина з розп'яттям пензля Мартіна Йоханна Кремзера–Шмідта.

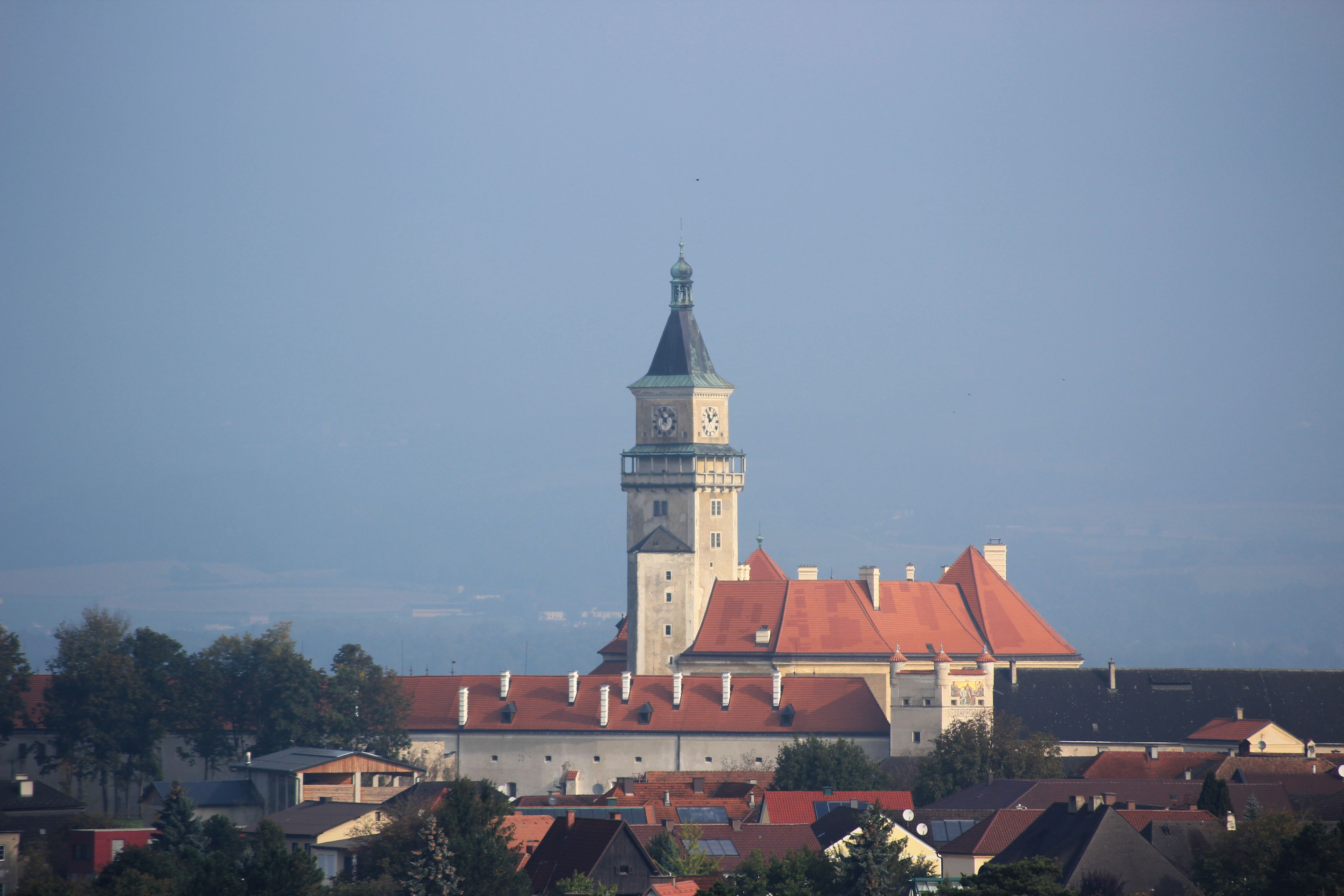
Вид з південної сторони
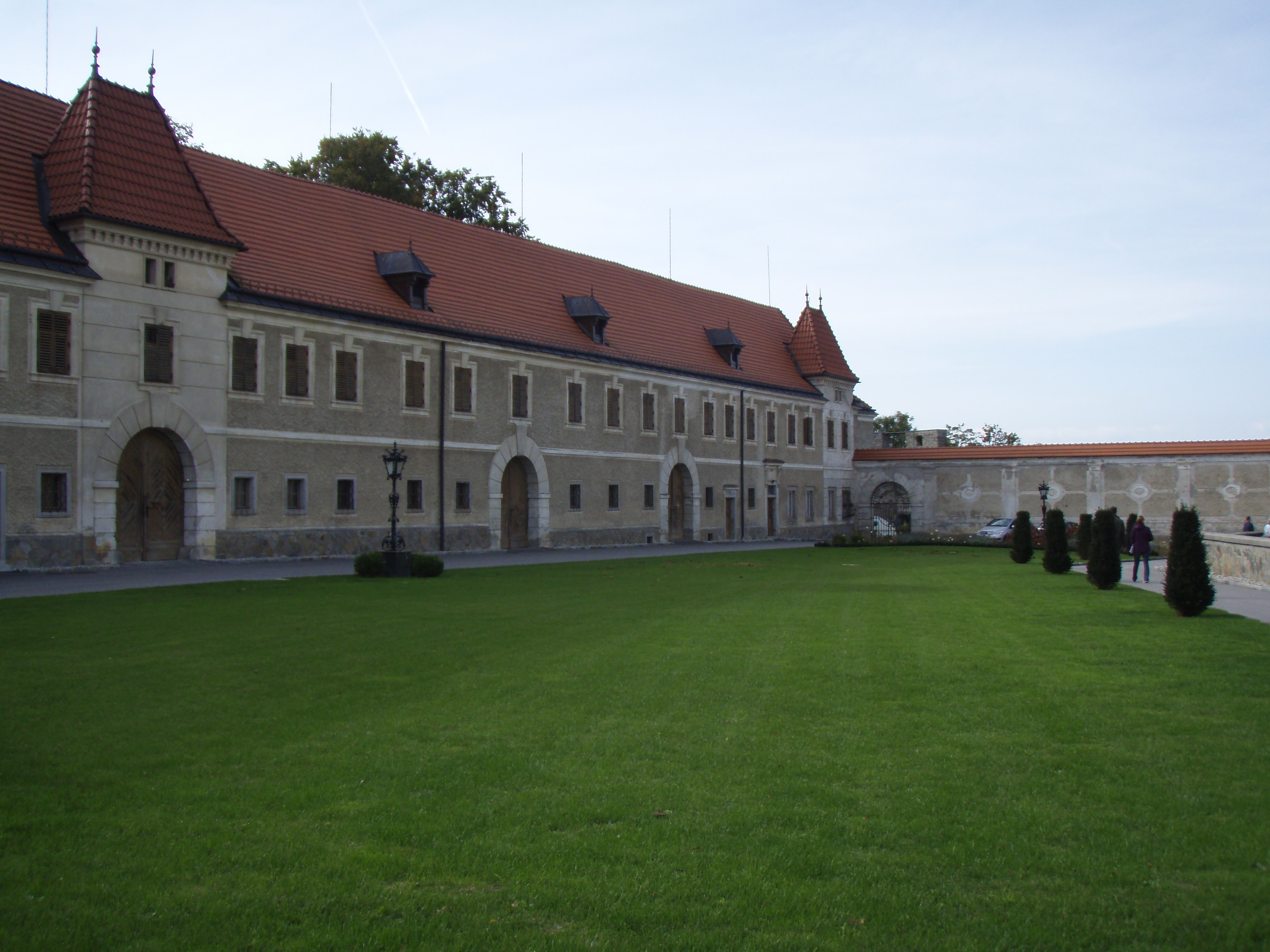
Внутрішнє подвір'я
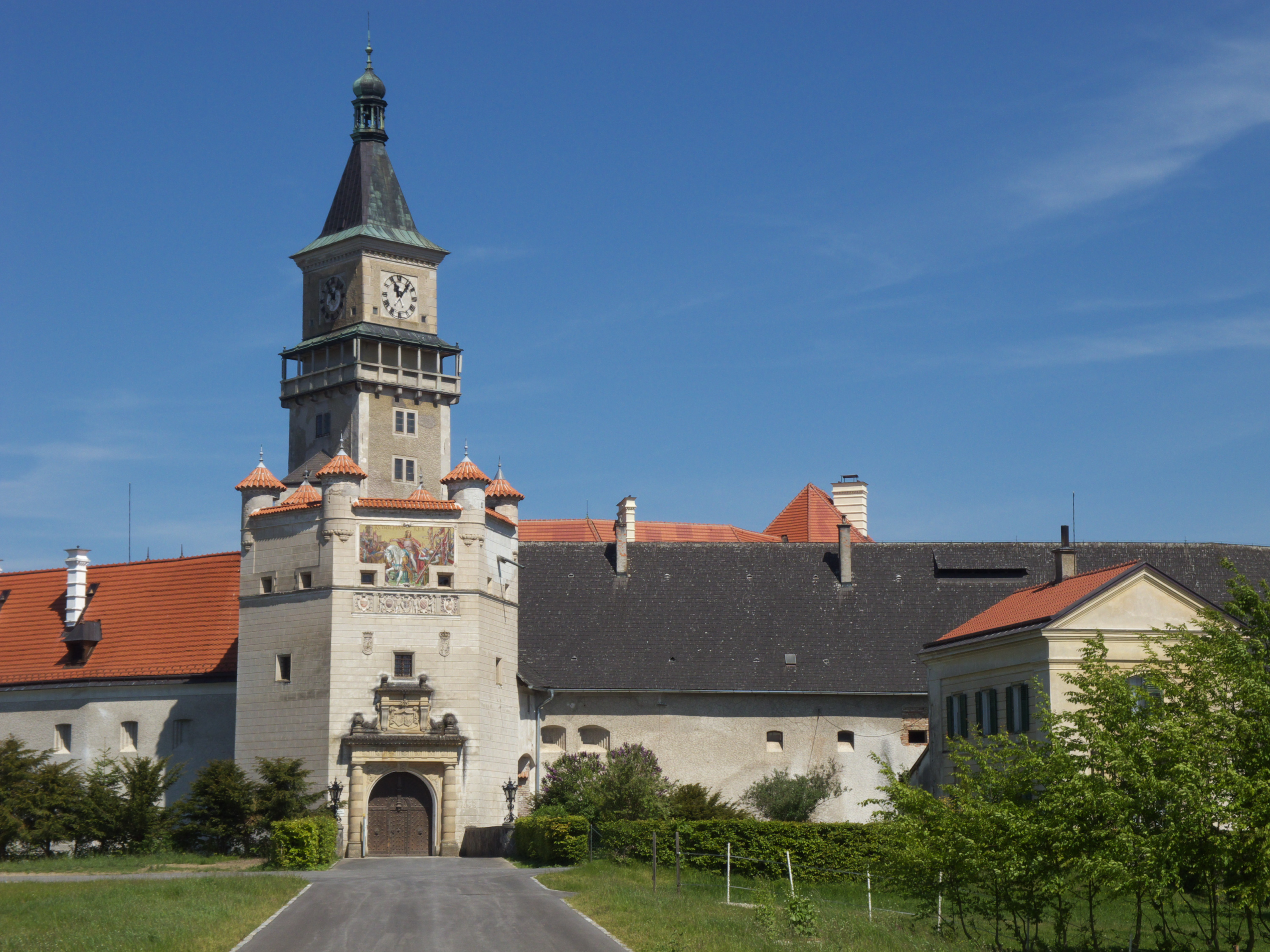
Головний в'їзд
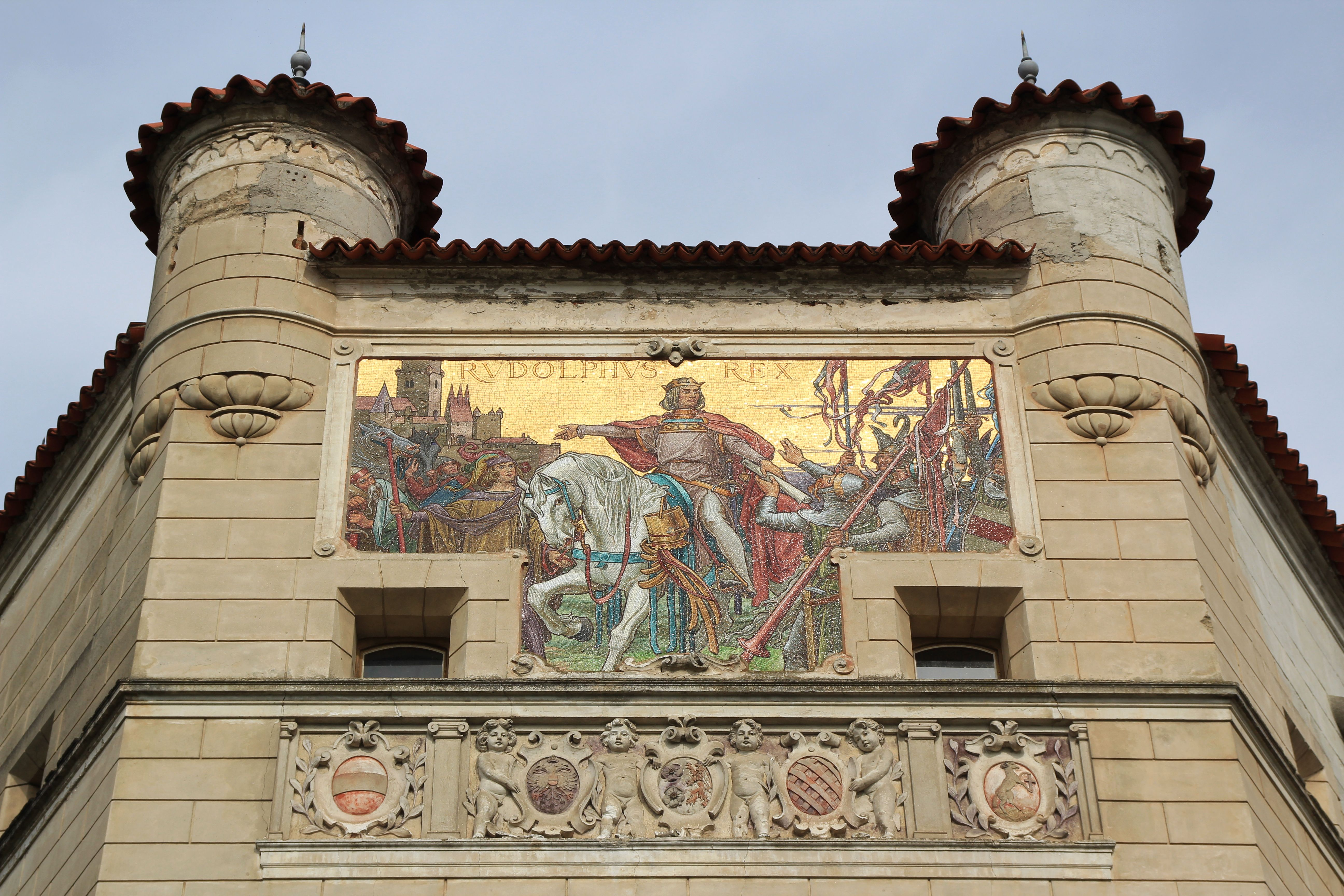
Мозаїка над головними воротами
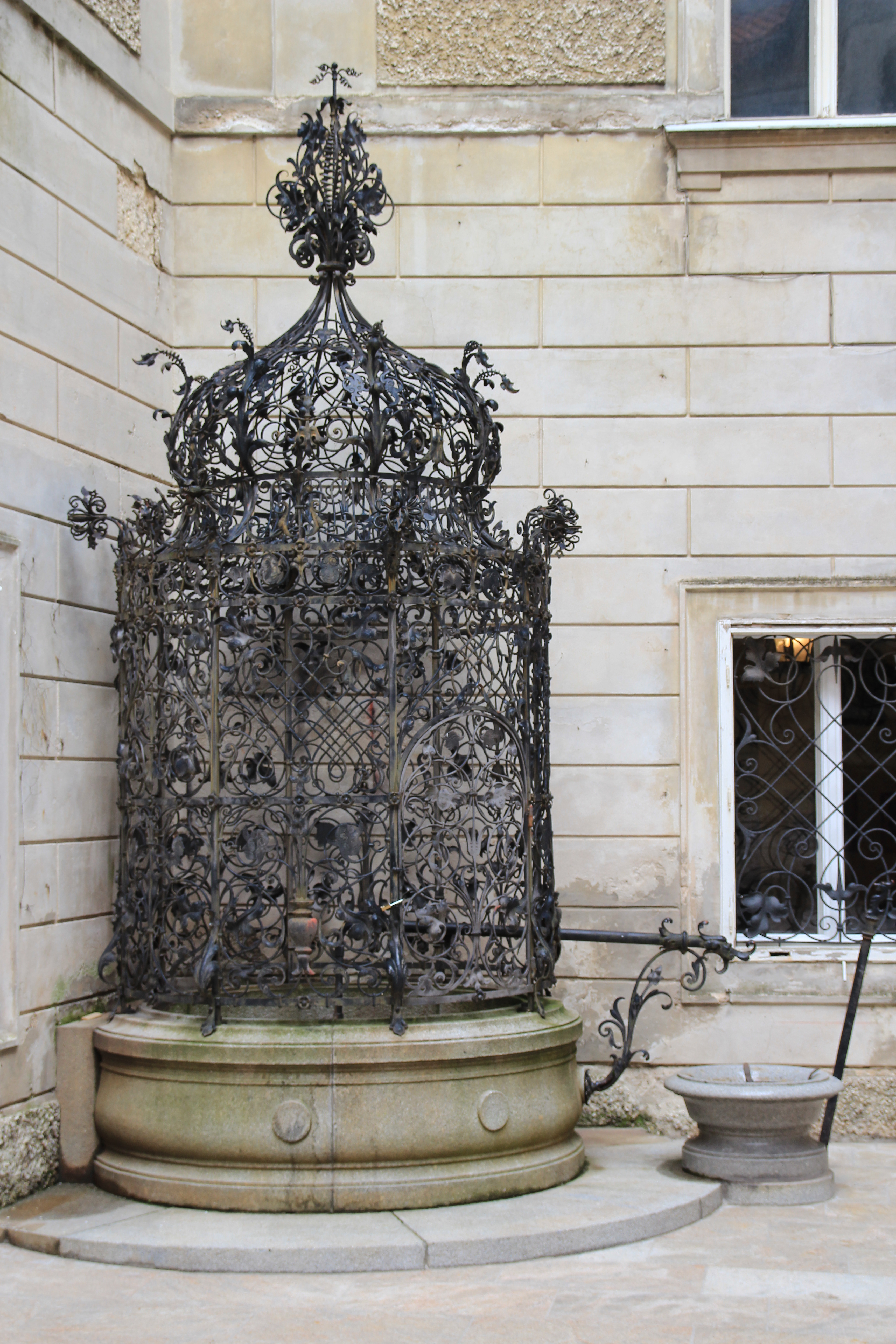
Фонтан у дворі
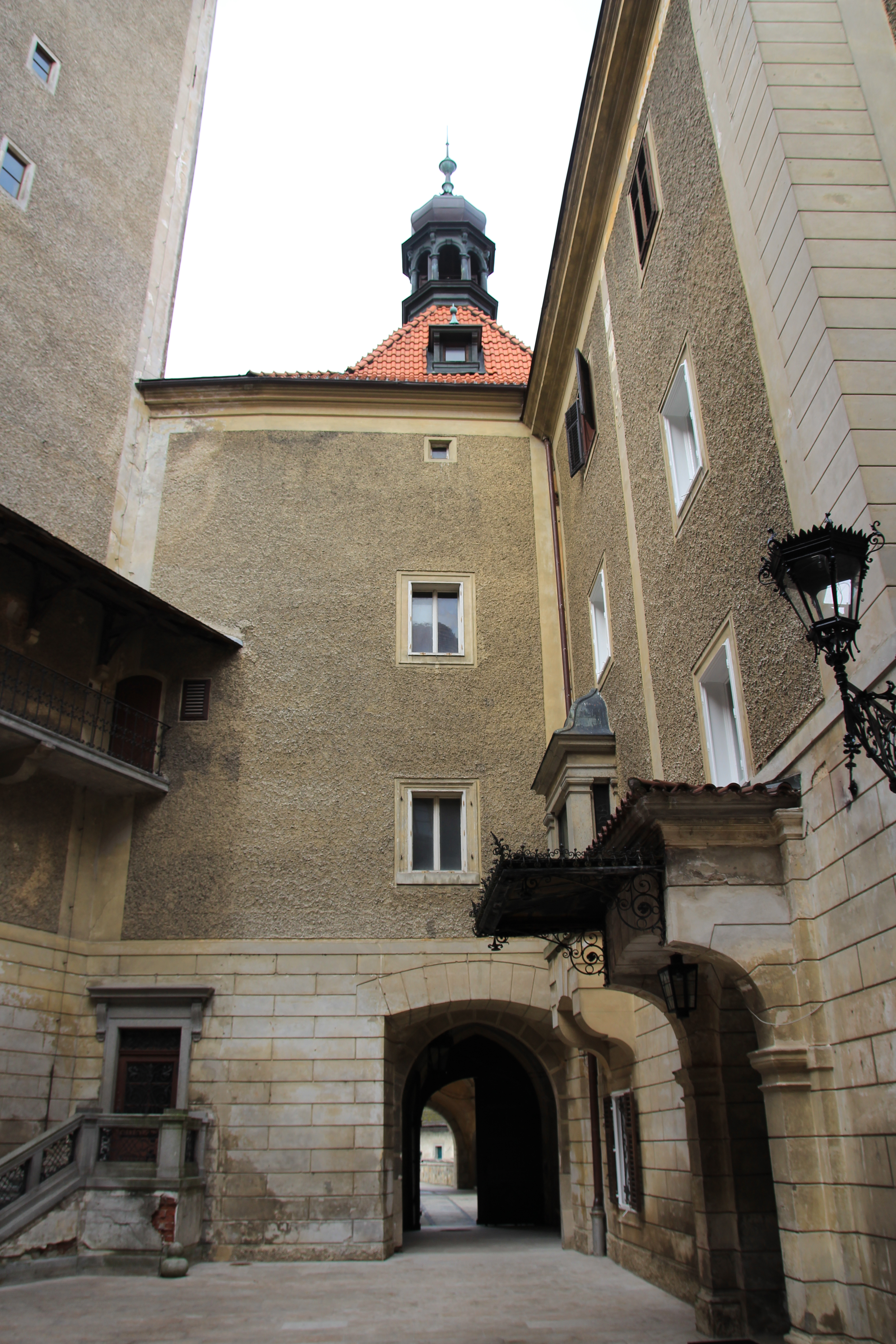
Внутрішнє подвір'я з в'їзною брамою